# قلعه سگران
بقایای قلعه سگران مربوط به اواخر دوره تیموریان است و در شهرستان طالقان، روستای سگران واقع شده و این اثر در تاریخ ۱۲ بهمن ۱۳۸۱ با شمارهٔ ثبت ۷۲۴۶ به‌عنوان یکی از آثار ملی ایران به ثبت رسیده است.